# Sprachmanipulation
Sprachmanipulation ist die bewusste Veränderung von Sprache durch bestimmte Interessengruppen, die ihre Denkweisen oder Ideologie forcieren (fördern, verbreiten) oder durchsetzen wollen. Sprachmanipulation erfolgt über den Einsatz emotionaler, wertender oder interpretierender Sprachkomponenten und ist sowohl „Manipulation der Sprache als auch Manipulation durch Sprache.“

## Entstehung
Sprachmanipulation erfolgt bewusst durch Multiplikatoren wie Parteien, Politiker, Journalisten, Interessenverbände und Werbetreibende – Gruppen, die hinsichtlich ihrer Reichweite (Sprachverbreitung) eine privilegierte Stellung innehaben. So verändert beispielsweise eine Partei oder Interessengruppe Sprache, „indem sie eine ihren Interessen dienende politische Sprachregelung anstrebt. Bestimmte Worte […] müssen zum allgemeinen Sprachgut werden, dann gewinnen sie selbst eine politisch und ideologisch organisierende Funktion.“ Langfristig kann aber auch die unbewusste und unkritische Übernahme und Verwendung sprachmanipulatorischer Elemente durch individuelle Sprachteilhaber sprachverändernd wirken.

## Strategien, Taktiken und Techniken auf grammatikalischen Sprachebenen
Sprachmanipulation kann auf Wort- und Satzebene sowie im semantischen und situativen Kontext erfolgen. Auf allen diesen Ebenen kommen unter anderem (sprach-)psychologische und rhetorische Wirkungsprinzipien zur Geltung.
Auf Wortebene zeigt sich Sprachmanipulation unter anderem
1. in der Verwendung von Wörtern mit schwachem denotativem (deskriptivem, informativem, nichtwertendem) „Bedeutungskern“ und stark entwickelter konnotativer (emotionaler, wertender) „Hülle“,
2. im Gebrauch etablierter Wörter in mehr oder weniger willkürlich geänderter oder neugeschaffener Bedeutung,
3. in der Verwendung von Schlagwörtern, Euphemismen, Dysphemismen und Pejorationen,
4. in der Neuschöpfung von Wörtern (Neologismen),
5. in der Verwendung mehrdeutiger Ausdrücke und rhetorischer Mittel
6. in der Verwendung des einbeziehenden und vereinnahmenden pluralis auctoris (z. B. „wir“).
7. in der Verwendung von Framing in Sachverhalten

Auf Satzebene charakterisiert sich Sprachmanipulation vor allem durch die Verwendung
1. von „Phrasen“ (also Gemeinplätzen, Floskeln und Slogans),
2. von Selbstaufwertung und Abwertung von „Gegnern“ (Eigen- und Fremdgruppenpolarisierung: „gut“ – „böse“),
3. von Strategien zur Förderung von Wahrnehmung und Urteilsbildung im gewünschten Sinne,
4. von Zitaten (vermeintlicher) „Autoritäten“ (Autoritätstopos),
5. von Stereotypen (im sozialwissenschaftlichen Kontext) und
6. von Leerformeln (Topitsch: „Scheinaussagen mit extrem allgemeiner Bedeutung“). Siehe auch: Topos (Geisteswissenschaft), Rhetorik und rhetorische Figur.

Der hier vorgenommenen Einteilung nach syntaktischen Ebenen liegt in begrifflicher Hinsicht eine Unterscheidung zwischen Manipulation durch Sprache und Manipulation durch Rede (Sprachgebrauch) zugrunde: Die Wörter sind Elemente des in einer Gemeinschaft verwendeten Sprachsystems; die Sätze sind Elemente der jeweiligen Rede. Nur im ersteren Fall wird jedenfalls die Sprache manipuliert und insoweit verändert, während der letztere Fall unter die übliche Verwendung des Sprachsystems fällt.
Im semantischen und situativen Kontext einer Äußerung können sowohl Selektion als auch Kombination von Informationen sprachmanipulativ verwendet werden.
Hier spielt die Verwendung rhetorischer Argumentationstechniken eine Rolle.
Siehe hierzu auch: Rhetorik, persuasive Kommunikation und Argument bzw. Topos (Geisteswissenschaft).

## Ziele
Sprachmanipulation erfolgt mit dem Ziel der Herstellung und Veränderung verbreiteter Einstellungen und Meinungen bis hin zur Sanktionierung eines von einer vorgegebenen Linie abweichenden (Sprach-)Verhaltens.

## Folgen
Sprachmanipulationen und -regulierungen sind Faktoren, die die Unterschiede zwischen individuellem und veröffentlichtem Sprachgebrauch verursachen, erhalten und vergrößern.
Die Folgen einer Sprachmanipulation sind vielschichtig und wirken erst im Kontext ihres Gebrauchs. In der Werbung (Werbesprache) dienen die Mechanismen der Sprachmanipulation der Steuerung des Kaufinteresses. Dies gilt als legitime Beeinflussung des Marktes. Sie dient den Werbetreibenden zur Sicherung ihrer wirtschaftlichen Existenz. Bedenkliche Folgen können im Bereich der Kinder- und Jugendwerbung entstehen, da diese Adressatengruppe sprachmanipulativen Techniken noch ohne Vorbehalte begegnet.
Sprachmanipulation als persuasive Kommunikation oder Strategische Kommunikation innerhalb der politischen Rhetorik kann hingegen bedenklichen Einfluss auf die politische Meinung der Bürger ausüben. Sind sich Bürger der Sprachstrategien nicht gewahr, kann ihre politische Meinung leicht durch sprachliche Überzeugungsstrategien zu beeinflussen sein.
Strategische Kommunikation findet vor allem in Kriegs- und Krisenzeiten statt und dient der Legitimation der kriegsbezogenen politischen Handlungen in der Öffentlichkeit. Eine extrem manipulative Variante der Sprachmanipulation in diesem Zusammenhang ist die Propaganda (Propagandasprache).

## Weiterführende Hinweise

### Querverweise
- Konnotation
- Euphemismus und Euphemismus-Tretmühle
- Persuasive Kommunikation
- Phrase
- Politische Korrektheit
- Politolinguistik
- Sprachnorm
- Sprachregelung
- Werbung
- Werbesprache
- Öffentlichkeitsarbeit
- Kritische Diskursanalyse
- Neusprech